# セントラル・オクラホマ大学

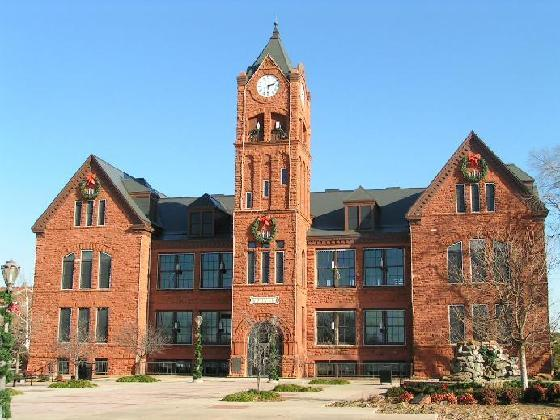
University of Central Oklahoma

セントラル・オクラホマ大学（英語: University of Central Oklahoma）は、アメリカ合衆国オクラホマ州のエドモンドにある大学。州内で最初に設立された高等教育機関である。略称は UCO。アメリカ西南地区の大学では最古の大学である。英国の現代音楽学会（British Academy of Contemporary Music）のアメリカ合衆国におけるブランチでもある。
1890年にThe Territorial Normal Schoolとして設立。設立当初の目的は教員を養成することであり、1919年には教員養成大学となった。1991年に現在のUniversity of Central Oklahomaに改名。常勤講師434名、非常勤講師400名。学生数は約17,000人。うち留学生は92カ国約1,500人である。

## 沿革
- 1890年 エドモンド市内にTerritorial Normal Schoolとして設立。オクラホマ州より5,000USDの出資と40エーカーの土地を分譲される。
- 1890年 2,000USDの追加出資を受ける。First Methodist Churchの一室であるEpworth League Roomにて23人の生徒たちと最初の授業を行う。
- 1892年 キャンパス最初の建築であるOld North Towerにて授業開始。
- 1897年 最初の卒業生を送り出した。（男性二人、女性三人）
- 1904年 Central State Normal Schoolに改名。
- 1919年 The State Board of Educationより、教員を養成するための4年制の教員養成大学として認定。Central State Teachers Collegeに改名。
- 1939年 Central State Collegeに改名。
- 1954年 Oklahoma State Regents for Higher Education (OSRHE)より教育学修士の認証権獲得。
- 1971年 OSRHEより英文科学修士及び経営学修士の認証権獲得。Central State Universityに改名。
- 1990年 University of Central Oklahomaに改名。

※ オクラホマ州は米国の中央付近に位置しているため、通称としてCentral Stateと呼ばれる事がある。

## 歴代学長
- Richard Thatcher(1891–1893)
- George W. Winans (1893–1894)
- E.R. Williams (1894–1895)
- Edmund D. Murdaugh (1895–1901)
- Frederick H. Umholtz (1901–1906)
- Thomas W. Butcher (1906–1908)
- James A. McLaughlin (1908–1911)
- Charles Evans (1911–1916)
- Grant B. Grumbine (1916–1917)
- James W. Graves (1917–1919)
- John G. Michell (1919–1931)
- Malcom A. Beeson (1931–1935)
- Cliff R. Otto, Acting (1935)
- John O. Mosley (1935–1939)
- Roscoe R. Robinson (1939–1948
- George P. Huckaby, Acting (1948)
- W. Max Chambers (1949–1960)
- Garland Godfrey (1960–1975)
- Bill J. Lillard (1975–1992)
- George Nigh(1992–1997)
- W. Roger Webb(1997–2011)
- Don Betz (2011-2019)
- Patti Neuhold-Ravikumar(2019–2023)
- Andrew K. Benton, Interim(2023)
- Todd Lamb (2023–present)

## Greek life
UCOは28のグリークオーガナイゼーションを備えている。
※ グリークライフに加入するには最低GPA3.0以上必要。UCOでは9割=A(4.0)、8割=B（3.0)、7割=C(2.0)、6割=D（1.0)という評価基準である。
| - - Acacia - Alpha Tau Omega - Pi Kappa Alpha - Sigma Nu - Sigma Tau Gamma - Sigma Alpha Epsilon - Panhellenic Chapters: - Alpha Delta Pi - Alpha Gamma Delta - Alpha Xi Delta - Delta Zeta - Sigma Kappa | ** Alpha Kappa Alpha - - Alpha Phi Alpha - Delta Sigma Theta - Kappa Alpha Psi - Omega Psi Phi - Phi Beta Sigma - Sigma Gamma Rho - Zeta Phi Beta - Omega Delta Phi - Kappa Delta Chi - Sigma Lambda Gamma - Beta Sigma Chi - Beta Upsilon Chi - Sigma Phi Lambda - Kappa Kappa Psi - Phi Mu Alpha Sinfonia (in colonial process) |

## 特徴
アカデミック
- US News - Tied for #38 in Top Public Schools (2025)
- U.S. News & World Report - Best Colleges Ranked in the top 10 universities in the United States for student engagement (2025)
- Niche - Ranked in the top 10% of colleges in America for student life, food, and dorm (2025)
- Wall Street Journal - Ranked in the top 10 universities in the United States for student engagemen (2025)

スポーツ
チーム名：Broncos（ブロンコス: 野生馬）
- フットボールは、NCAA Division II（全米2部リーグ）に所属。現在、MIAA(Mid-America Intercollegiate Athletics Association)というカンファレンスのメンバーである。
- バスケットボールなど その他の主要競技の殆ども、上記リーグの同カンファレンスに所属している。
- チアチームは、全米オールスター選手権大会（NCA/NDA All-Star National Championship）の Division II（2部リーグ）ダンス部門において、2002年度より過去8回、全米チャンピオンを勝ち取っている。
- レスリング団体は、1992年より過去7回、NCAA Division II（2部リーグ）のチャンピオンになっている。

## 学部学科
学士課程 (Undergraduate)
| - College of Arts, Media & Design - School of Music - Department of Art - Department of Design - Department of Theatre, Dance and Media Arts - College of Business Administration - Department of Accounting - Department of Economics - Department of Finance - Department of Information Systems & Operations Management - Department of Management - Department of Marketing - College of Liberal Arts - Department of English - Department of History & Geography - Department of Humanities & Philosophy - Department of Mass Communication - Department of Modern Languages - Department of Political Science - Department of Sociology, CJ & SAS | - College of Education and Professional Studies - Department of Adv. Professional Services - Department of Curriculum and Instruction - Department of Human Environmental Sci. - Department of Kinesiology & Health Stud. - Department of Occupational Tech. Educ. - Department of Professional Teacher Edu. - Department of Psychology - Department of Special Services - Department of Teacher Education Services - College of Mathematics and Science - Department of Biology - Department of Chemistry - Department of Computer Science - Department of Funeral Services - Department of Mathematics and Statistics - Department of Nursing - Department of Engineering & Physics |

修士課程 (Graduate)
- Master of Arts
- Master of Business Administration
- Master of Education
- Master of Fine Arts
- Master Degrees within Mathematics & Science

## キャンパス

### アカデミック・ビルディング

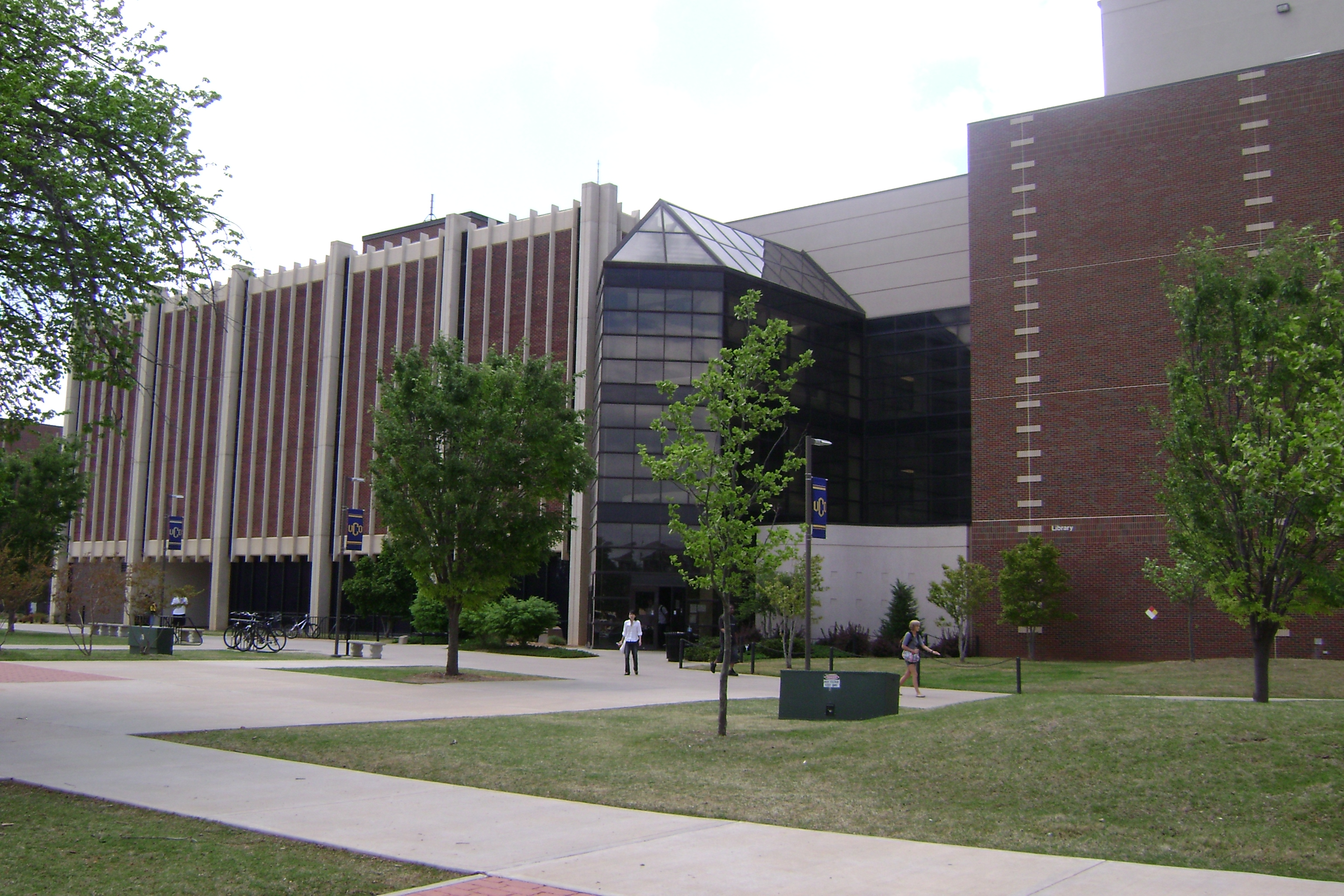
The Max Chambers Library

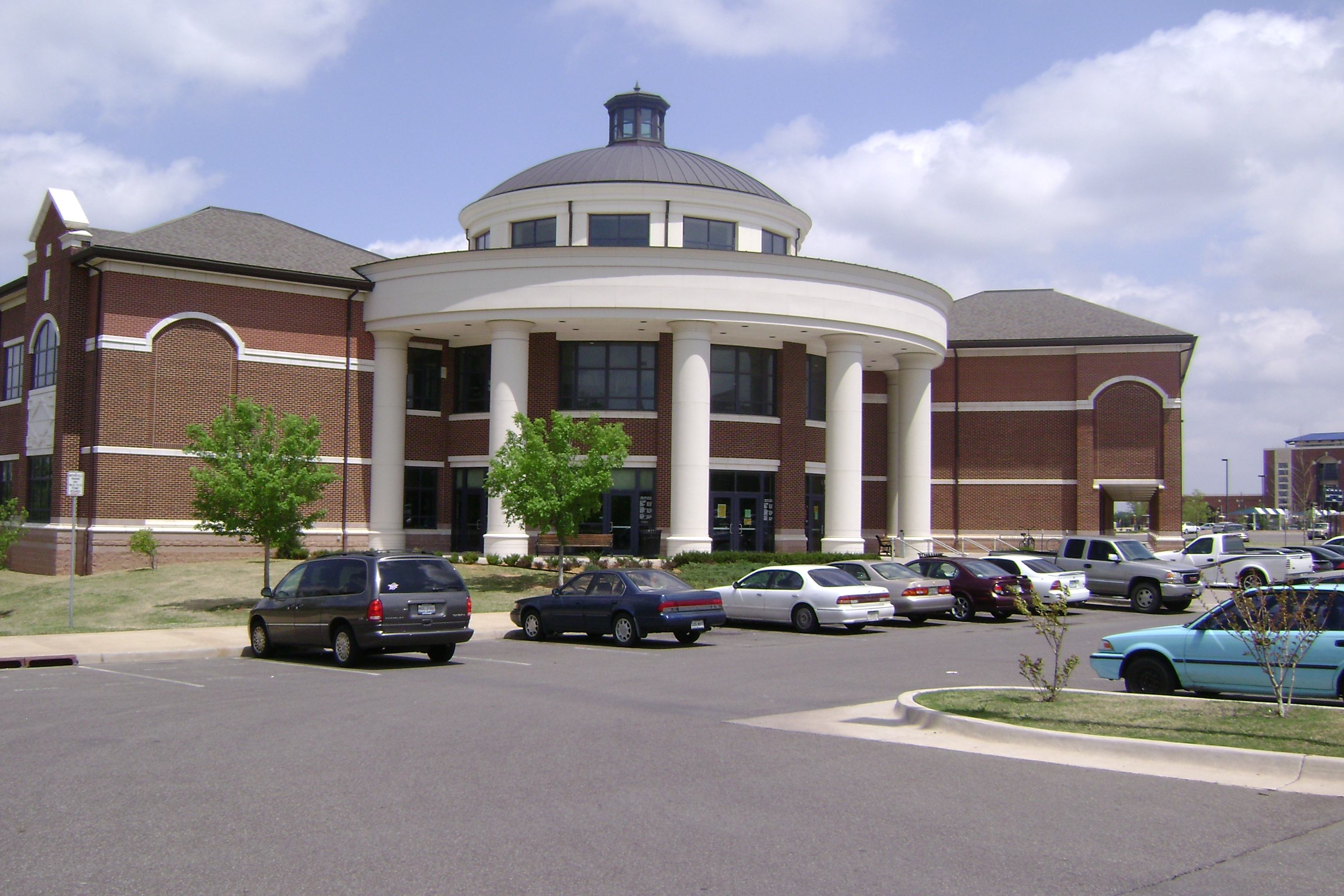
The UCO Wellness Center

- The Art and Design Building
- Max Chambers Library
- Communications Building
- Center For Transformative Learning
- Education Building
- Evans Hall
- Health and Physical Education Building
- Math and Computer Science Building
- Coyner Health Sciences Building
- Human Environmental Science Building
- Howell Hall
- Laboratory Annex
- UCO Jazz Lab
- Liberal Arts Building
- Michell Hall Theatre
- Business Building
- Music Building
- Thatcher Hall
- Wantland Hall
- Forensic Science Institute
- Center For Transformative Learning

### キャンパス・ビルディング
- Wantland Stadium
- Lillard Administration Building
- Old North
- Buddy's(Central Cafeteria)
- Stephenson Park Theatre
- Nigh University Center
- Housing Office
- Ropes Course
- University Commons Clubhouse
- Edmond Chamber of Commerce
- Department of Public Safety
- Alumni House
- Hamilton Field House
- Central Plant
- Wellness Center
- Physical Plant
- Y Chapel of Song

### 学生寮
大学キャンパス内部に5つの学生寮がある。
- Central Plaza - 高層マンション型の学生寮であり、以前はホテルとして経営。
- University Commons apartments - アパートメントタイプであり、コミュニティビルディング、ラウンジ、レクリエーションルーム、コンピュータラボなど完備
- The University Suites - 男女共用学生寮、コンピュータラボ、ダイニングキッチン完備
- Murdaugh Hall - 男子学生寮
- West Hall - 女子学生寮

### 学外のビルディング
- Outdoor Activities and Recreation Center (Lake Arcadia)
- Small Business Development Center (Downtown OKC)
- The Academy of Contemporary Music (Bricktown)
- Selman Living Laboratory (Freedom, OK)

## 単位互換・提携校
- Rose State College（単位互換/編入）
- 日本外国語専門学校（単位互換/編入）
- 大阪外語専門学校（単位互換/編入）
- トフルゼミナール（提携）
- ヒューマン国際大学機構（単位互換/編入）
- NCN米国大学機構（提携）

## 日本からの認定留学校
- 慶應義塾大学 経済学部
- 慶應義塾大学 環境情報学部
- 慶應義塾大学 総合政策学部
- 明治大学
- 立教大学
- 関西大学
- 獨協大学 外国語学部
- 龍谷大学
- 金城学院大学

## 日本人卒業生の就職先一覧
- ゴールドマン・サックス、J.P.モルガン、マッキンゼー・アンド・カンパニー、モルガン・スタンレー、バンク・オブ・アメリカ、バークレイズ、クレディ・スイス証券、BNPパリバ証券、アクセンチュア、デロイトトーマツコンサルティング、PwCコンサルティング、KPMGコンサルティング、Google、マイクロソフト、IBM、Bloomberg、ブラックロック・ジャパン、HSBC、ジョンソン・エンド・ジョンソン、ファイザー、グラクソ・スミスクライン、三菱商事、三井物産、伊藤忠商事、丸紅、双日、トヨタ自動車など

## 著名な出身者（大学、大学院出身者）

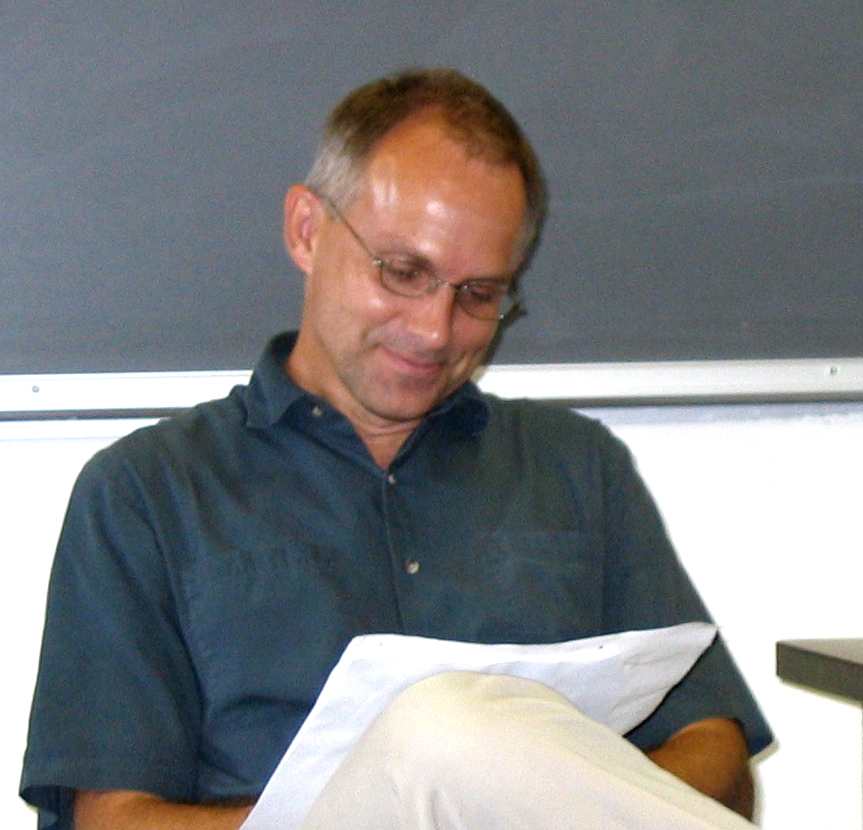
作家 Greg Garrett
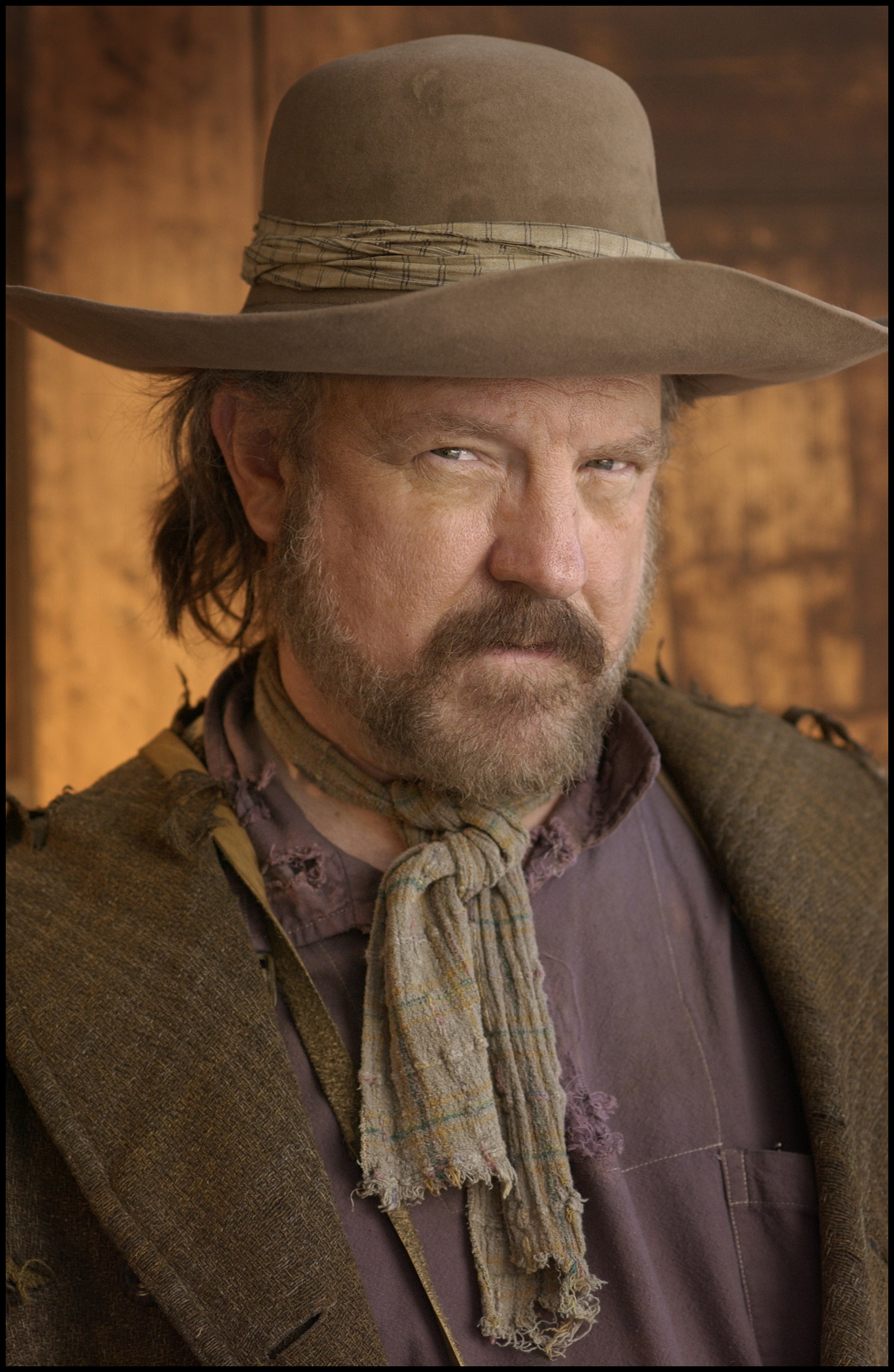
俳優 Jim Beaver
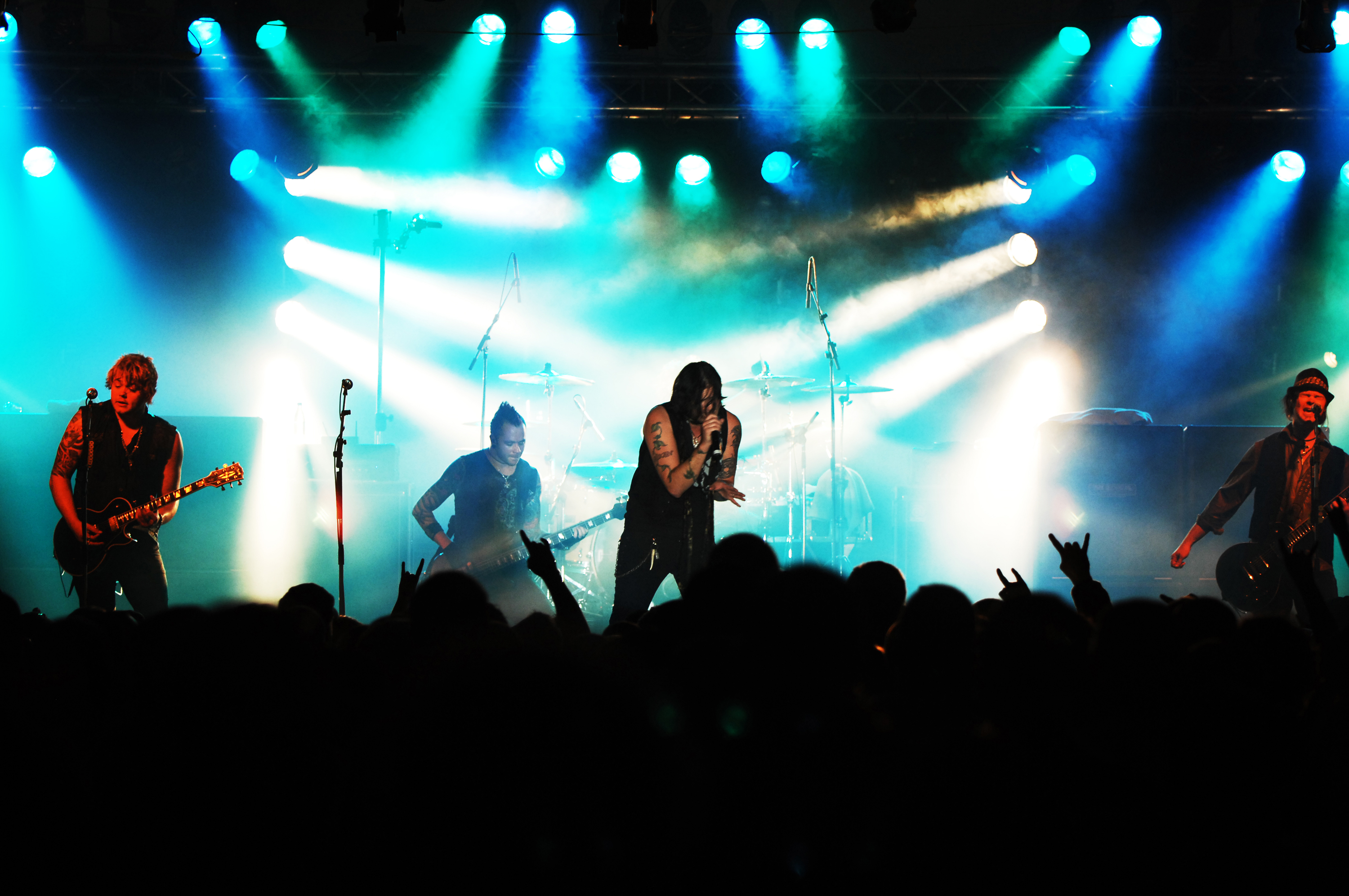
ロックバンド、Hinder
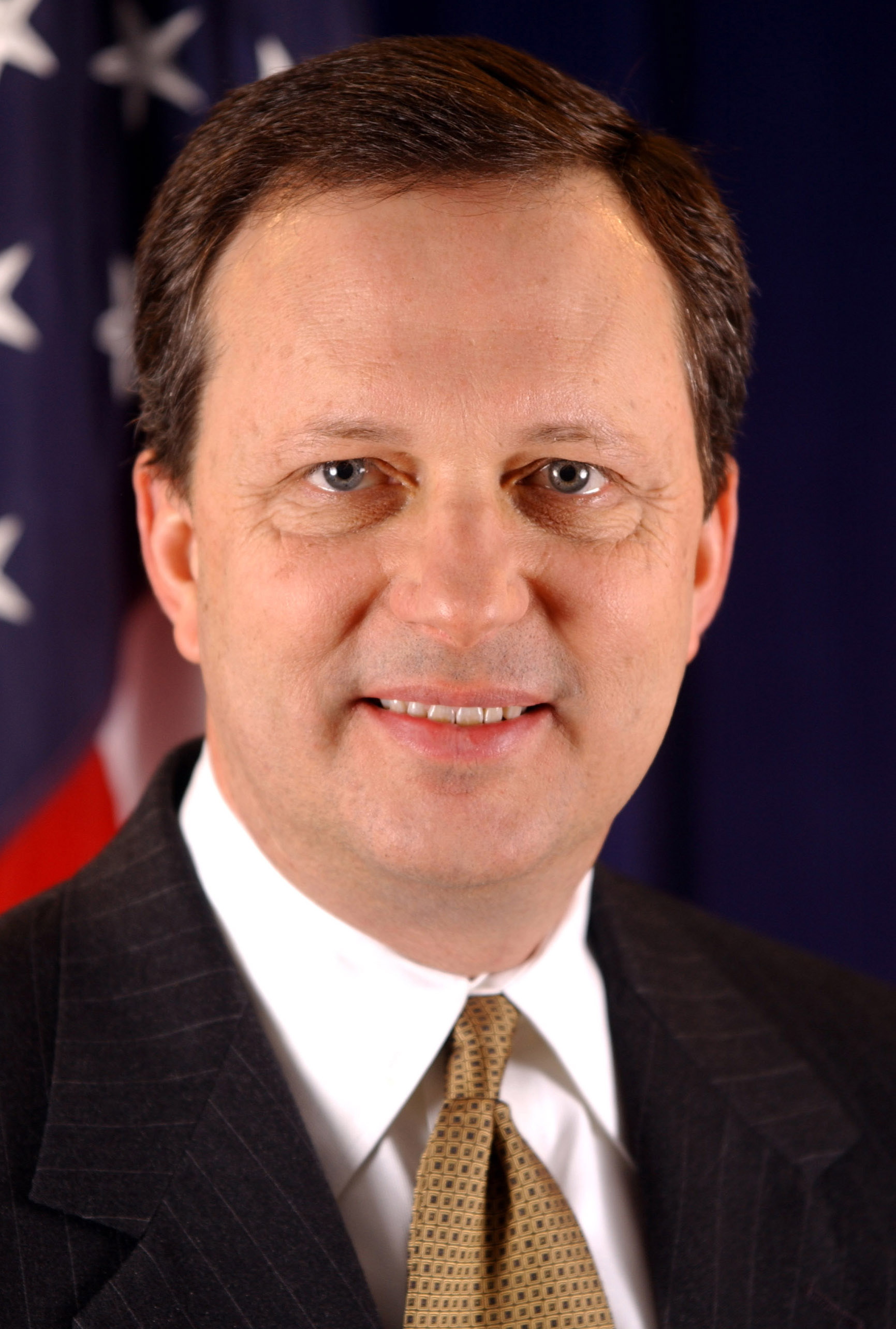
FEMA Director, Michael D. Brown
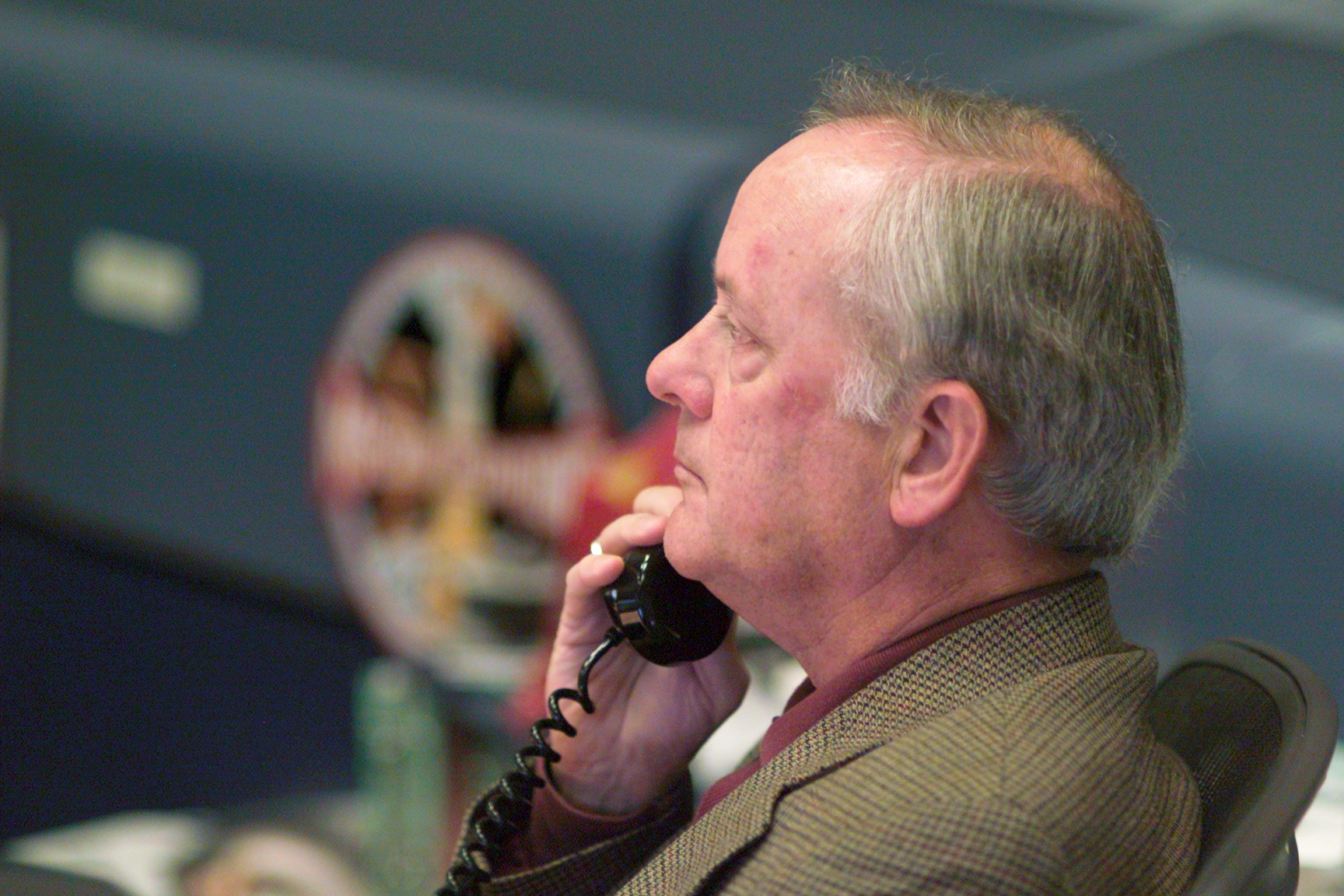
NASA 統括ディレクター, Milt Heflin
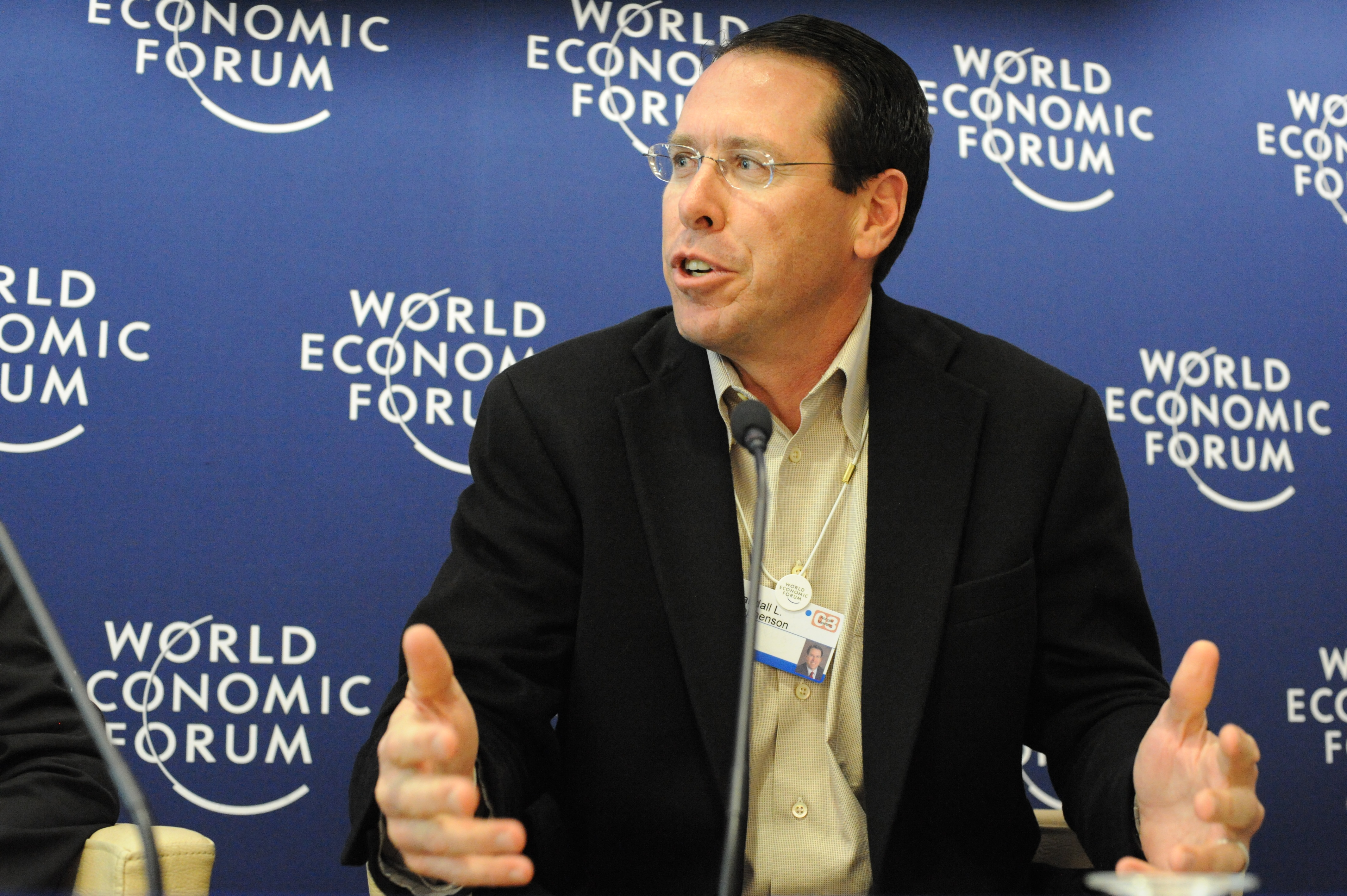
AT&T CEO, Randall Stephenson
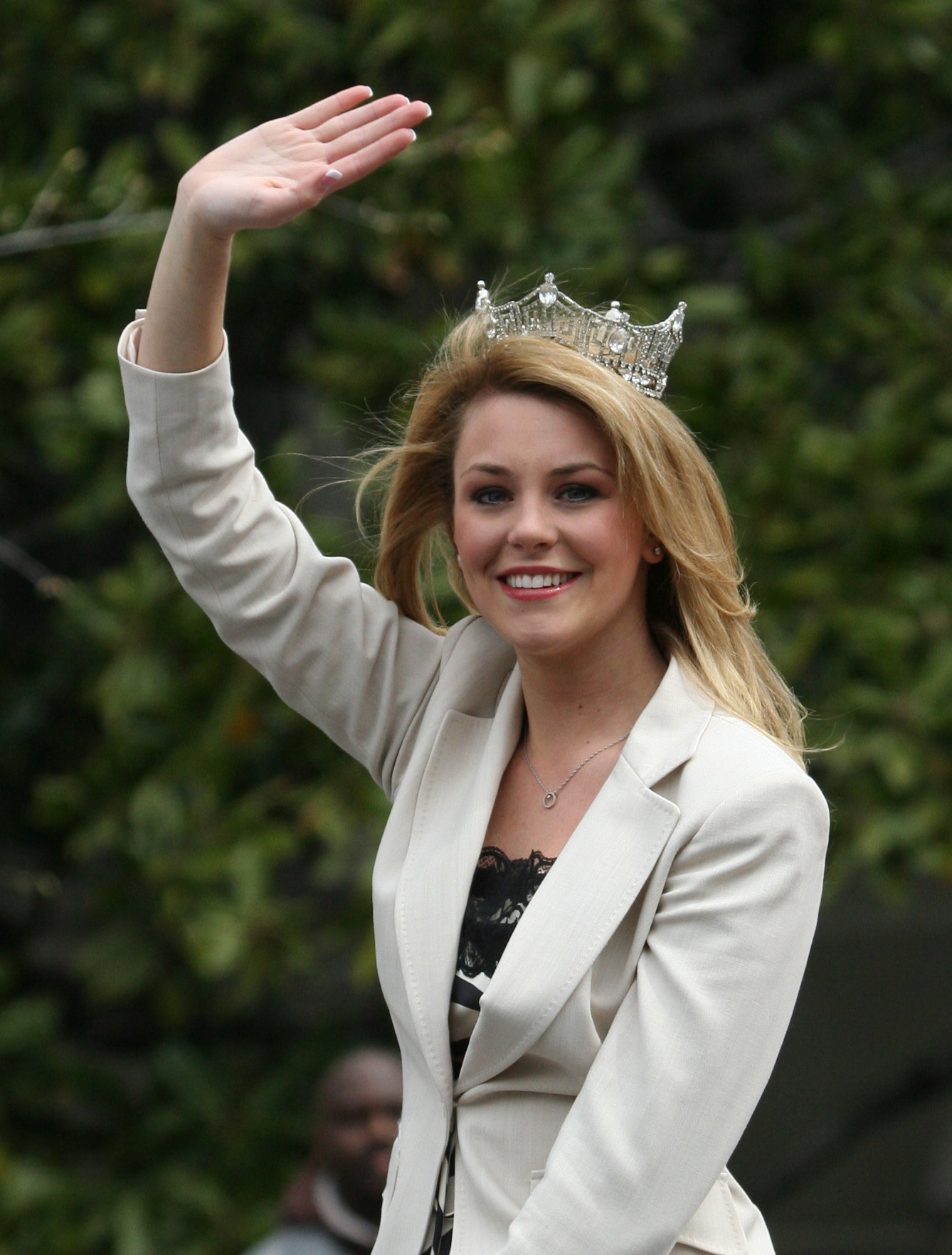
Beauty Queen, Miss America 2007, Lauren Nelson
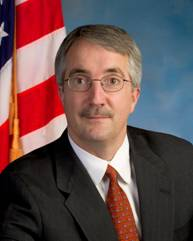
Former FBI Laboratory Director

- 秋田将志, 株式会社みんれび 代表取締役副社長
- エリス・ホール, サクソフォーン奏者（全米女性のサクソフォーン奏者の第一人者）
- エディ・ロビンソン, 前NBA バスケットボール選手
- エモリー・ウェスト, ミス・オクラホマ, アメリカン・ビューティーコンテストタイトルホルダー
- キース・トレイラー, NFL アメリカンフットボール選手
- 来田 誠一郎, 翻訳家
- キング・モー, 総合格闘家
- ティム・エリオット, 総合格闘家
- グレッグ・ギャレット, 作家、大学教授、音楽家
- 小林良江, 群馬県立女子大学 国際コミュニケーション学部 国際ビジネス課程 教授
- サイトウユウヤ, 現代美術家
- 斉藤晴久, 株式会社スペースマーケット　ゼネラルマネージャー(GM)
- 榊原咸征, 跡見学園女子大学 文学部人文学科 教授
- ジェレミー・キャッスル, カントリーミュージック歌手、シンガーソングライター
- ジム・ビーヴァー, 俳優 (TVシリーズ、Deadwood)
- 新保かずみ, モルガン・スタンレー証券出身、フリーのキャスター、アナウンサー、タレント、証券アナリスト
- スコット・ブーカー, アメリカのロックバンド、フレーミング・リップスのマネージャー
- スタン・ケース, CNNキャスター
- スタンレー・フレデリック, マナテック米国本社会長, テキサス・インディペンデント銀行取締役会役員、訪問販売教育財団殿堂入り
- 高木泰弘, sharebase.InC 代表, 株式会社WCS 取締役CFO
- 田村義人, Shadow Warriors Training 代表
- デヴィッド・ギブソン, ジャズ、トロンボニスト
- ダイアン・グランシー, 詩人、全米図書賞受賞
- ドナ・キャンベル, テキサス上議員、内科医、看護師
- 福本拓元, 株式会社ユーグレナ 取締役（役員）
- 松野貴光, RIGHT PATH 代表取締役社長
- ヒンダー, アメリカのロックバンド（4人全てのメンバー）
- Bjan Allipour, CEO of National Iranian South Oil Company
- ポール・ワイト, 元プロレスラー
- ミカエル・D・ブラウン, 前アメリカ合衆国連邦緊急事態管理庁 ディレクター
- ミレナ・ゴヴィッチ, 女優 (TVシリーズ、ロー&オーダー)
- ミルト・ヘフレン, アメリカ航空宇宙局, (NASA) 統括ディレクター
- 行時潔, 九州共立大学 経済学部 教養課程 教授
- ランドル・L・スティーブンソン, AT&T最高執行責任者
- レイチェル・ヴィンセント, 作家
- ローレン・ネルソン, ミス・アメリカ 2007
- ロイス・ヘロン, 女優、代表作：マイティ・モーフィン・パワーレンジャー
- W.K.ストラットン, ノンフィクション作家
- ワイト・E・アダムス, 前FBI研究所 ディレクター

## その他
- 2001年8月、日本人留学生の失踪が報じられる。2007年4月、オクラホマシティにて人骨が発見され、奈良県出身の女性であることがDNA鑑定により判明。失踪前はオクラホマシティ・コミュニティカレッジに通っていたが、事件発生時は本学のキャンパス内に併設されている語学学校に通っていた。[6][7]
- 2001年9月、アメリカ同時多発テロ事件発生。発生翌日、大学は全ての授業を休講とした。実行犯グループが留学生として米国に入国し、又、アメリカ同時多発テロ事件以前の最悪のテロ事件とされるオクラホマシティ連邦政府ビル爆破事件は1995年4月にオクラホマシティで発生している為、以後、留学生の管理監督が強化される。